# Storia della Sicilia erulo-ostrogota
La dominazione ostrogota della Sicilia iniziò nel 493, con l'uccisione di Odoacre da parte di Teodorico il Grande, e si concluse da ultimo nel 555, con la definitiva conquista dei bizantini ad opera di Narsete. Se si include anche il dominio degli Eruli, si risale al 476, quando Genserico cedette l'isola in cambio di un tributo al re Odoacre.

## Prima dominazione ostrogota

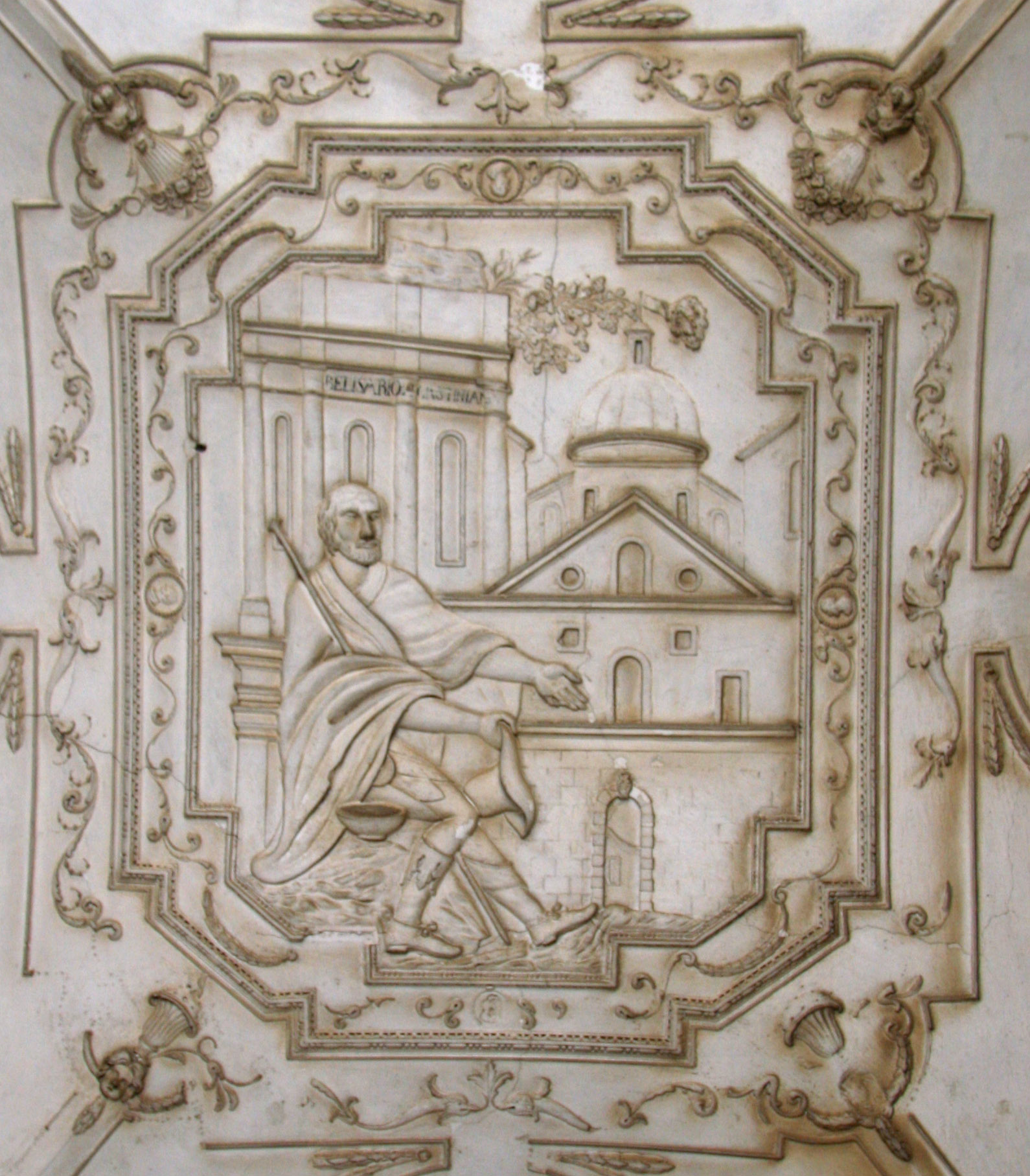
Belisario a Siracusa

Nel 476 Genserico re dei Vandali, logorato dalle guerre contro Odoacre, decise di cedere buona parte dell'isola per un tributo. Rimase comunque nelle mani vandale la zona estremo occidentale con la città di Lilibeo, che sarebbe stata sottratta poi al re Gutemondo. Nel 493 Odoacre fu ucciso da Teodorico il Grande, re degli Ostrogoti, che prese così il suo posto nel governo dell'Italia. Sotto il regno di Teodorico fu l'apice del potere ostrogoto nella penisola, anche perché di lì a poco l'Impero bizantino avrebbe iniziato una serie lunghissima di guerre (guerra gotica (535-553)) per riconquistarla.
Nel 535 Giustiniano I ordinò a Belisario di attaccare gli Ostrogoti in Sicilia, che fu uno dei teatri della guerra greco-gotica. Belisario, con un esercito forte di settemilacinquecento soldati schierati contro Teodato, espugnò prima Catania, poi Siracusa e quindi Palermo.

## Seconda conquista ostrogota
Fino al 549 l'isola fu dominata dai Bizantini, ma la guerra contro i Bulgari distolse l'attenzione dalle guerre in Italia e gli Ostrogoti riconquistarono i territori persi. Totila, dopo aver riconquistato l'Italia con l'assedio di Roma nell'autunno del 546, invase anche la Sicilia nel 549. Per vendicarsi dei siciliani, rei di aver «spalancato le porte a Belisario» senza opporre resistenza, egli evitò di assediare Messina e saccheggiò le campagne dell'isola, devastandola. Riuscì infine a cingere d'assedio Siracusa. L'imperatore Giustiniano I, compresa la gravità della situazione, inviò in Sicilia prima il senatore Liberio, poi Artabane. Una tempesta ritardò tuttavia l'arrivo in Sicilia di Artabane, e Liberio, ignaro del suo richiamo a Costantinopoli, una volta giunto in Sicilia tentò senza successo di liberare dall'assedio goto la città di Siracusa. Nel frattempo Totila, dopo aver saccheggiato l'intera isola, la lasciò volontariamente, mantenendo solo il possesso delle quattro città più importanti. Artabane giunse in Sicilia nel 550 dopo la partenza di Totila, informò Liberio del suo richiamo a Costantinopoli e tolse ai Goti le ultime quattro fortezze, che si arresero per fame nel 551.